# 分子度
化学において分子度（英語:Molecularity）とは1つの素反応（英語版）で反応に関わる分子の数を表し、その素反応での反応物の化学量論的係数の合計に等しい。化学反応はいくつの分子が反応するかで、単分子反応、2分子反応、3分子反応などに分類される。
全ての素反応や反応段階の反応次数は分子度に等しいため、素反応の反応速度式は分子度から決定できるが、分子度は素反応や1段階の反応のみを記述するため、複合反応（多段階反応）ではこの理論を適用できない。

## 1分子反応
1分子反応（単分子反応）は、1つの分子の結合が組み替えられて異なる分子に変わる反応である。その化学式は以下のように表される。
{\displaystyle {\ce {A -> P}}}
この反応は反応速度式では次のように表される。
{\displaystyle {\frac {d\left[{\ce {A}}\right]}{dt}}=-k_{r}\left[{\ce {A}}\right]\ ,}
[A]は化学種Aの濃度、tは時間、krは速度定数を表す。
反応速度式からわかるように、分子Aが分解する速さはAの濃度に依存する。1分子反応の例としてシクロプロパンの異性化がある。
1分子反応はリンデマン・ヒンシェルウッド機構で説明できる。

## 2分子反応
2分子反応では、2つの原子や原子団が衝突してエネルギーを交換する。この反応式は以下のようになる。
{\displaystyle {\ce {{A}+ B -> P}}}
反応速度式は2次式{\displaystyle {\frac {d[{\ce {A}}]}{dt}}=-k_{r}{\ce {[A][B]}}}になる。
ここでは、反応速度は2つの反応物が1箇所にくる確率に比例する。2分子反応の一例は求核置換反応の一種、SN2反応である。臭化メチルと水酸化物イオンの反応を以下に示す。
{\displaystyle {\ce {{CH3Br}+ OH^- -> {CH3OH}+ Br^-}}}

## 3分子反応
3分子反応（英語ではtermolecularもしくはtrimolecular reaction）とは、溶液中や混合気体中で3分子が同時に衝突しておこる反応である。
{\displaystyle {\ce {{A}+B->[{\ce {M}}]C}}}
矢印の上に書かれたMは、エネルギー保存の法則と運動量保存の法則を満たすためには3つ目の分子が必要であるということを示している。最初の2分子AとBが衝突し、励起状態になって反応中間体ができると、それがMと衝突して2回目の2分子反応が起こり、余剰のエネルギーがそちらに移る
この反応は2つの連続した反応で説明できる。:
{\displaystyle {\ce {{A}+ B -> AB^*}}}
{\displaystyle {\ce {{AB^{*}}+M->{C}+M}}}
このタイプの反応は多くの場合圧力や温度に依存し、2次と3次の間で次数が変化する。
触媒反応はしばしば3次反応だが、実際は開始物質の錯体が最初にでき、この錯体が生成物になる反応が律速段階になるため、2つの化学種と触媒が偶然1箇所で衝突する確率には依存しない。例えば、金属触媒を用いた水素化では、分子の水素（H2）が金属表面で解離して表面に結合し、単原子になった水素が、同じく金属表面に吸着されていた開始物質と反応する。
4分子以上が同時に衝突する可能性は非常に低いため、分子度の大きな反応は観測されない。

## 分子度と反応次数の違い
分子度と反応次数を区別することは非常に重要である。反応次数は反応速度式から実験的に決められた量であり、速度式の指数の合計である。一方分子度は、素反応の反応機構から導かれるものであり、素反応についての議論でしか登場しない。これは反応に関与する分子の数である。
この違いを明らかにするために、一酸化窒素と水素の反応を示す。 
{\displaystyle {\ce {{2NO}+ 2H2 -> {N2}+ 2H2O}}}.
観測された反応速度式は{\displaystyle v=k{\ce {[NO]^2[H2]}}}であるから、この反応は3次反応である。反応次数は反応物の化学量論係数の合計と等しくないから、この反応は多段階反応である。提案されている2段階の反応機構は以下の通りである。
{\displaystyle {\ce {{2NO}+ H2 -> {N2}+ H2O2}}}
{\displaystyle {\ce {{H2O2}+ H2 -> 2H2O}}}
一方、この反応では分子度は定義されない。なぜならこれは多段階反応だからである。しかし、それぞれの素反応について分子度を考えることはできる。1つ目の反応は、3つの分子が反応に関与しているため3分子反応、2つ目の反応は2つの分子が反応に関与しているため2分子反応である。